# Vildman

Danmarks kungavapen med två vildmän som sköldhållare

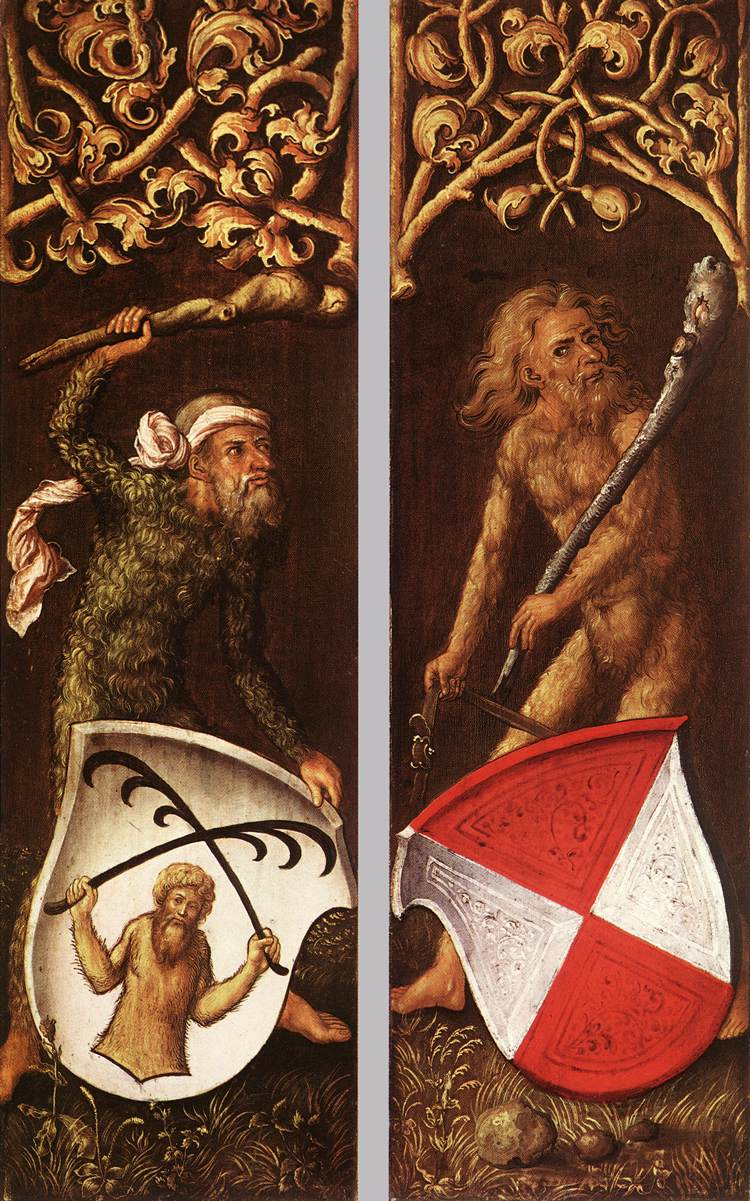
Vildmän stöder sköldar i sidopanelerna på ett porträtt av Albrecht Dürer, 1499.

Vildmannen är en mytologisk figur som framträder i konstverk och litteratur i medeltida Europa.
Den håriga vildmannen, ofta beväpnad med en klubba, var en länk mellan civiliserad mänsklighet och de alvliknande naturandarna, som till exempel Puck i  Shakespeares pjäs En midsommarnattsdröm.
Bilden av vildmannen överlevde som sköldhållare i heraldiken och förekommer ännu idag i olika vapensköldar.
De tyska grafikerna under senmedeltiden, till exempel Martin Schongauer och Albrecht Dürer, var särskilt hänförda i vilda män, vilda kvinnor och vilda familjer.

## Vildmannen i heraldiken
Kraftiga, nakna, vanligtvis håriga och skäggiga män, med lövkrans kring huvud och höfter och beväpnade med en klubba, används ofta som sköldhållare i heraldiken. Vildmän förekommer till exempel i Danmarks kungliga vapen samt i vapnen för det svenska landskapet Lappland, det finska Lapplands län och den finska staden Villmanstrand.